# کیدولی
کیدولی (به انگلیسی: Kidwelly) یک شهرک در ولز است که در کارمارتنشر واقع شده‌است. کیدولی ۳٬۵۲۳ نفر جمعیت دارد.